# Ekoglasnost
Ekoglasnost (lett. "Ecologische Openheid"; Bulgaars: Екогласност) is een Bulgaarse onafhankelijke ecologische organisatie opgericht op 11 april 1989 in Sofia onder de naam Onafhankelijke Unie-Ekoglasnost. Ekoglasnost richtte zich bij oprichting naast het adresseren van de milieuproblematiek in Bulgarije ook op het ontbreken van mensenrechten en de inperking van de persoonlijke vrijheden.
Toen Ekoglasnost werd opgericht was de organisatie nog illegaal omdat Bulgaarse Communistische Partij (BKP) geen oppositie duldde. Desondanks groeide de organisatie uit tot de voornaamste oppositiebeweging tegen het communistische bewind. Vanaf het midden van oktober van het jaar 1989 organiseerde Ekoglasnost demonstraties tegen het regime waarbij werd opgeroepen tot naleving van de internationale afspraken omtrent het tegengaan van milieuverontreiniging. Deze demonstraties werden aanvankelijk hardhandig door de politie onderdrukt, maar dat deed de sympathie voor Ekoglasnost alleen maar toenemen en er werd bij nieuwe demonstraties nauw samengewerkt met andere oppositiegroepen, zoals de Unie van Democratische Krachten (SDS), tot welke groepering Ekoglasnost ook toetrad. Na de coup van 9 november 1989 waarbij het communistische regime van Todor Zjivkov ten val werd gebracht, werd Ekoglasnost geregistreerd. Op 7 december 1989 namen leden van de Ekoglasnost het voortouw bij de oprichting van de Groene Partij van Bulgarije.
In maart 1990 werd de Politieke Club-Ekoglasnost opgericht als politieke vleugel van de Onafhankelijke Unie-Ekoglasnost. De Politieke Club werd op 23 april 1990 geregistreerd. De Politieke Club werd een belangrijk bestanddeel van de SDS en maakte deel uit van de linkervleugel van dit kartel. Een deel van de Politieke Club-Ekoglasnost werd in 1991 uit de SDS gesloten en vormde een zelfstandige politieke partij. Zij sloten zich uiteindelijk aan bij de door de Bulgaarse Socialistische Partij (BSP, opvolger van de BKP) gedomineerde Coalitie voor Bulgarije. Binnen de Coalitie voor Bulgarije was de politieke partij Ekoglasnost bij de verkiezingen van 1994 goed voor vier zetels. Van 1994 tot 1997 maakte de politieke partij Ekoglasnost deel uit van de regering. Het deel van de Ekoglasnost dat binnen de SDS bleef opereren kreeg in 1991 de naam Nationale Beweging-Ekoglasnost.
De politieke partij Ekoglasnost dat onderdeel uitmaakt van de Coalitie voor Bulgarije ziet zichzelf als een links, humanitaire en ecologische partij die zich inzet voor de mensenrechten. De partij is fel tegenstander van het bouwen van kerncentrales. De partij is (2021-) met een afgevaardigde, Emil Georgiev, in de Nationale Vergadering vertegenwoordigd. De Nationale Beweging-Ekoglasnost maakt nog altijd deel uit van de SDS.